# Albert Parsons
Albert Parsons (ur. 20 czerwca 1848 w Montgomery, zm. 11 listopada 1887 w Chicago) – amerykański anarchista, socjalista, aktywista robotniczy.

## Życiorys
Po śmierci rodziców i kilku przeprowadzkach znalazł się w Teksasie. Współpracował z „Houston Daily Telegraph”, w 1872 ożenił się, a w międzyczasie pracował w administracji skarbowej. Ze względu na swoją aktywność publiczną zdecydował się przenieść na północ do Chicago. W 1875 wstąpił do Socjaldemokratycznej Partii Ameryki. W 1877 w czasie wielkiego strajku kolejarzy stracił pracę. Brał udział w życiu politycznym miasta i działał jako wydawca. Publikował gazetę „Alarm”. Został aresztowany i skazany na śmierć po zamieszkach na placu Haymarket (Haymarket Riot) w Chicago. Powieszono go 11 listopada 1887. Jego żoną była znana działaczka społeczna Lucy Parsons.
Wraz z innymi skazanymi w procesie pochowano go w metropolii German Waldheim Cemetery – miejsca spoczynku wielu amerykańskich anarchistów i socjalistów.